# Vanidades (Steenwijck)
Vanidades (en neerlandés: Vanitasstilleven), también conocido como Alegoría de las vanidades de la vida humana, es un cuadro realizado por el pintor Harmen Steenwijck. Mide 39,2 cm de alto y 50,7 cm de ancho, y está pintado al óleo sobre tabla de roble. Data aproximadamente de 1640-1645 y se encuentra en la National Gallery, en Londres, con el número de inventario NG1256.

## Autor
Harmen Steenwijck fue un pintor neerlandés del denominado Siglo de Oro, uno de los períodos más fructíferos de las artes en su país, con artistas de renombre mundial como Rembrandt, Frans Hals o Jan Vermeer. Estudió en Leiden en el taller de su tío David Bailly, junto con su hermano Pieter Steenwijck.
Se especializó en el género de las vanitas, un tipo de naturaleza muerta de carácter moralizante que pretendía hacer reflexionar al espectador sobre lo efímero de la vida en relación con la muerte. El nombre del género proviene de una frase del Eclesiastés atribuida a Salomón: Vanitas vanitatum et omnia vanitas («Vanidad de vanidades, todo es vanidad», Ecl 1:2). Su origen se suele situar en Leiden alrededor de 1620, desde donde se extendió por el resto de los Países Bajos, Flandes, Francia y el resto de Europa a lo largo del siglo XVII. En los Países Bajos este tipo de imágenes, junto a los paisajes, gozaron de mucho éxito, ya que su carácter moralizante se adecuaba con la rígida religión calvinista profesada en la época, al tiempo que su detallismo y precisión visual concordaban con el interés científico mostrado por la sociedad neerlandesa de entonces.
Steenwijk recibió la influencia de pintores como Pieter Claesz y Willem Heda, y desarrolló un estilo caracterizado por el predominio cromático del gris y el amarillo, en imágenes simples, de carácter íntimo, donde cobra un especial protagonismo la luz, que suele ser indirecta, con unos efectos de luz a través de pequeñas gotas granuladas en forma de perla. Además de la vanitas de la National Gallery, tiene obras similares en el Rijksmuseum de Ámsterdam, el Museum De Lakenhal de Leiden y el Ashmolean Museum de Oxford.

## Descripción
El cuadro presenta una composición en diagonal, con la mitad superior izquierda sumida en el vacío iluminado por un rayo oblicuo de luz, símbolo de lo eterno y lo divino, mientras que en la parte inferior derecha se amontonan una serie de objetos sobre una mesa, que van ascendiendo en diagonal de izquierda a derecha. El lateral derecho del cuadro aparece en penumbra.
Todos los objetos representados tiene un significado simbólico: el primero, en la esquina izquierda de la mesa, es una concha vacía, que simboliza a la vez la riqueza y la mortalidad humana. Le sigue una espada japonesa, símbolo del poder terreno que sin embargo no es capaz de vencer a la muerte. A su lado hay un reloj, símbolo de la fugacidad del tiempo y de lo limitado de la vida. Junto a él hay una flauta, un objeto considerado generalmente como símbolo fálico y que representa lo efímero del placer sensual. En el centro aparece una calavera, el objeto principal de la composición, lo que se enfatiza por el rayo de luz que incide sobre la misma; representa la muerte, el memento mori («recuerda que morirás»). Tras ella aparece una lámpara apagada, nuevo símbolo de la caducidad de la vida, que se apaga como una vela. Al lado de la calavera, en la parte inferior derecha, hay varios libros, que simbolizan la vanidad del saber; tal como dice Salomón en el Eclesiastés, «en mucha sabiduría hay mucho dolor, y aquél que aumenta su conocimiento, aumenta su pesar» (Ecl 1:18). Encima de uno de los libros hay una chirimía, que como la flauta simboliza los placeres terrenales. Encima de los libros y la chirimía hay una vasija, una cántara de vino que alude al vicio de la ebriedad, contra la que solía advertir también el Eclesiastés.